# Merosargus lutzi
Merosargus lutzi är en tvåvingeart som beskrevs av Charles Howard Curran 1932. Merosargus lutzi ingår i släktet Merosargus och familjen vapenflugor. Inga underarter finns listade i Catalogue of Life.